# La Ronde Des Vallées
La Ronde Des Vallées ist ein französisches Straßenradrennen für Junioren.
Das Etappenrennen wurde erstmals 1988 veranstaltet und findet jährlich meist im August statt. Regelmäßig werden zwei oder drei Abschnitte an zwei Tagen ausgetragen. Die Strecke führt über hügeliges Terrain rund um den Hauptort Hémonstoir im Zentrum der Bretagne.
In die Siegerlisten konnten sich spätere bekannte Profi-Radsportler wie Mathieu van der Poel und Pavel Sivakov eintragen. 